# Stützerbach
Stützerbach is een plaats en voormalige gemeente in de Duitse deelstaat Thüringen, en maakt deel uit van de Ilm-Kreis.
Stützerbach telt  inwoners.
De gemeente is op 1 januari 2019 opgegaan in de gemeente Ilmenau.

## Verkeer en vervoer
Tussen Stützerbach en Schmiedefeld am Rennsteig ligt spoorwegstation Rennsteig.
Bücheloh · Frauenwald · Gehren · Gräfinau-Angstedt · Heyda · Ilmenau · Jesuborn · Langewiesen · Manebach · Möhrenbach · Oehrenstock · Oberpörlitz · Pennewitz · Roda · Stützerbach · Unterpörlitz · Wümbach